# Serratosagitta pseudoserratodentata
Serratosagitta pseudoserratodentata is een soort in de taxonomische indeling van de pijlwormen (Chaetognatha). 
De worm behoort tot het geslacht Serratosagitta en behoort tot de familie Sagittidae. De wetenschappelijke naam van de soort werd voor het eerst geldig gepubliceerd in 1939 door Tokioka.